# Angel Face (film 2018)
Angel Face (Gueule d'ange) è un film del 2018, diretto da Vanessa Filho.

## Trama
Elli è una bambina di otto anni che non ha mai conosciuto il padre e che cresce in un paesino della Costa Azzurra con la madre Marlène, una donna inaffidabile che trascura la figlia aggirandosi per locali per divertirsi.

## Distribuzione
Presentato al Festival di Cannes 2018 nella sezione "Un Certain Regard", Il film è stato distribuito nelle sale cinematografiche italiane a partire dal 25 ottobre 2018.